# Sant Martí de la Mota
Sant Martí de la Mota es una entidad de población española del municipio de Palol de Rebardit, perteneciente a la provincia de Gerona, en la comunidad autónoma de Cataluña. En 2022, tenía empadronados 72 habitantes.